# Riserva naturale di Tabin
La Riserva Naturale di Tabin è un'area protetta del Sabah (Malaysia orientale), nell'isola del Borneo. Fu istituita nel 1984 a tutela di tre specie di grandi mammiferi: l'elefante asiatico, il rinoceronte di Sumatra e il banteng. Estesa su un'area rettangolare di 1205 km², la riserva è quasi totalmente coperta da foreste tagliate, mentre il cuore è formato da poche isole di foresta incontaminata. Il territorio è prevalentemente collinare al centro e verso ovest e più pianeggiante a nord, dove piccole zone di foresta di palude e di mangrovie dominano le sponde degli affluenti del basso corso del Sungai Segama.
La popolazione di elefanti della riserva è una delle più consistenti del Sabah: nel 1992 se ne stimò un numero compreso fra 212 e 297 esemplari nella stagione asciutta, concentrati soprattutto nelle aree pianeggianti in prossimità dei fiumi, dove abbondano risorse alimentari quali zenzeri, banani e bambù, e in cui la presenza umana è contenuta. Del rinoceronte di Sumatra si sa ancora molto poco, ma alcune ricerche condotte a Tabin negli anni ottanta hanno censito dai 7 ai 20 capi nella zona centrale della riserva. Stime più recenti, basate sull'individuazione di impronte, rivelano che gran parte della popolazione è costituita da adulti e che la sopravvivenza a lungo termine della specie è minacciata. I rinoceronti evitano l'uomo e, se disturbati, la loro dieta è sufficientemente opportunistica da consentirne il ritiro nella foresta tagliata, dove si nutrono delle piante in ricrescita. A Tabin, una risorsa importante per elefanti, rinoceronti e altri grandi mammiferi sono le saline, le sorgenti minerali come quelle di Tagas-Tagas e i vulcani di fango, da cui traggono l'apporto necessario di sali minerali.
A Tabin si trovano tre vulcani di fango, il più grande a Lipad, raggiungibile con un sentiero di 2 km. Il percorso è abbastanza agevole e offre l'occasione di avvistare alcuni animali, come lo scoiattolo tricolore, lo scoiattolo pigmeo e il tana. Il vulcano si estende su 2 ettari di terreno spoglio; il cono attivo si eleva a 2-3 metri di altezza ed erutta un fango grigiastro, salato e gorgogliante che risale da sorgenti molto profonde ricche di sodio e calcio. La zona è spesso frequentata da animali: elefanti, cervi sambar, cinghiali barbati, piccoli mammiferi e uccelli vengono qui a bere e leccare il fango o a bagnarvisi.
Tabin riveste un interesse particolare per i ricercatori perché è abbastanza esteso da sostenere una densità elevata di popolazioni animali. La riserva è abitata, fra l'altro, da orsi malesi, leopardi nebulosi, traguli, muntjak, presbiti marroni e grigi. Le ultime ricerche condotte nella riserva hanno studiato l'ecologia delle viverre e dei gatti della giungla e dei ratti che costituiscono buona parte della loro dieta. Ne è emerso che la foresta ha un ruolo essenziale per le terre agricole limitrofe: alcuni predatori della foresta, come appunto i gatti selvatici, contribuiscono alla riduzione di alcune specie infestanti dei raccolti. La foresta è asilo di altre specie utili, come i rapaci notturni. Comprendendo una foresta piuttosto vasta, seppure in parte intaccata dall'uomo, la riserva è anche importante in termini di biodiversità. Gran parte del territorio è invaso da Dipterocarpacee di bassopiano, come Parashorea tomentella e Dipterocarpus caudiferus. La lista attuale è di oltre 700 specie di piante, ma senza dubbio ulteriori indagini porteranno a superare il migliaio.